# Erik Simon (Skispringer)
Erik Simon (* 21. August 1987 in Karl-Marx-Stadt) ist ein ehemaliger deutscher Skispringer.

## Werdegang
Simon startete seit 2002 im Alpencup und bei FIS-Juniorenspringen. 2003 konnte er sich den Titel als deutscher Juniorenmeister sichern. Im Januar 2004 startete er in Brotterode erstmals im Continental Cup (COC), belegte jedoch nur hintere Platzierungen. Nachdem er an weiteren Alpencups und Juniorenspringen teilgenommen hatte, startete er im Dezember 2004 bei weiteren COCs. Nachdem er zunächst nur Plätze außerhalb der Punkteränge belegt hatte, konnte er am 28. Dezember 2004 in Engelberg etwas überraschend den zweiten Platz belegen. Im weiteren Verlauf des Winters 2004/05 nahm er an weiteren Continental Cups teil und konnte sich mehrfach unter den besten 15 einreihen. Gegen Ende des Winters nahm er an der Juniorenweltmeisterschaft 2005 in Rovaniemi teil, wo er im Einzelspringen den 11. Platz und mit dem deutschen Team den neunten Platz belegte.
Im Sommer 2005 nahm er an mehreren COC-Sommerspringen teil, wobei ein zehnter Platz in Kranj sein bestes Ergebnis blieb. Im Winter 2005/06 startete er durchgängig im Continental Cup und belegte Plätze im Mittelfeld. Bei den Sommer-COCs 2006 verpasste er durchweg den Finaldurchgang, konnte sich aber im Winter 2006/07 steigern. Er nahm an der Vierschanzentournee 2006/07 teil, schaffte jedoch bei keinem der Springen die Qualifikation für den ersten Wertungsdurchgang. Mitte Februar konnte er in Westby mit dem dritten Platz einen weiteren COC-Podestplatz feiern. Nachdem er an weiteren Continental Cups teilgenommen hatte und am 18. März 2006 in Zakopane abermals Dritter geworden war, konnte er sich bei den zum Saisonabschluss in Planica stattfindenden Skifliegen erstmals für den Weltcup qualifizieren.
Nachdem er zu Beginn des Sommers 2007 wieder im COC gestartet war, nahm er in der zweiten Sommerhälfte am Sommer Grand Prix teil, wo er am 9. September 2007 mit dem 20. Platz in Hakuba erstmals Punkte in einer erstklassigen Wettkampfserie erzielen konnte. Im Winter 2007/08 wechselte er ständig zwischen Welt- und Continental Cup hin und her. Während er im Continental Cup bei einigen Springen Platzierungen im vorderen Bereich des Feldes belegen konnte, überstand er im Weltcup in der Regel die Qualifikation nicht. Bei den drei Springen, für die er sich qualifizierte, konnte er den zweiten Durchgang nicht erreichen. Im Sommer 2008 nahm er wieder an einigen COC-Springen teil, wobei ein vierter Platz in Lillehammer sein bestes Ergebnis wurde. Daneben konnte er sich auch für einige Grand Prix-Springen qualifizieren. Während er beim frühzeitig im Sommer stattfindenden Springen in Hinterzarten noch chancenlos war, konnte er beim am 3. Oktober 2008 in Klingenthal ausgetragenen Springen mit dem 17. Platz sein bis dahin bestes Ergebnis in einem erstklassigen Wettbewerb erreichen.
Im Winter 2008/09 startete er zunächst ausschließlich im Weltcup, verpasste jedoch bei den meisten Springen die Qualifikation. Bei den beiden Springen, für die er sich qualifizierte, landete er abgeschlagen auf dem 50. Platz. Nachdem er bei der Qualifikation für das Neujahrsspringen der Vierschanzentournee in Garmisch-Partenkirchen wegen zu langer Ski disqualifiziert worden war, wechselte er wieder in den Continental Cup. Dort konnte er stets die Punkteränge erreichen und sogar mehrfach Plätze unter den besten Zehn belegen. Zu Beginn des Nordic Tournaments 2009 wechselte er zurück in den Weltcup. Nachdem er sich für das erste Springen in Lahti bereits qualifiziert hatte, konnte er beim zweiten Springen am 10. März in Kuopio seinen ersten Weltcuppunkt sammeln. Fünf Tage später in Vikersund gelang ihm dieses noch einmal. Seither hat er keine Weltcuppunkte mehr erspringen können.
Erik Simon hat seine Karriere beendet und ist seit der Saison 2012/13 Chefskitechniker der deutschen Skisprungnationalmannschaft. Er lebt in Marienberg.

## Erfolge

### Weltcup-Platzierungen
| Saison  | Platz | Punkte |
| ------- | ----- | ------ |
| 2008/09 | 87.   | 2      |